# 若井りき・ゆうき
若井りき・ゆうき（わかいりき・ゆうき）は、ケーエープロダクション（過去に松竹芸能所属だった）に所属している漫才コンビ。上方漫才での由緒ある屋号「若井」を継承する数少ない漫才コンビである。

## メンバー
若井りき（本名：乙川徹、1960年6月4日 - ）
- ボケ担当。
- 身体が大きい方。
- 大阪府大阪市出身。
- 旧芸名は「ピッチ」。
- 松竹芸能所属時代は、所属タレントとしては珍しく、ギャラが「月給制」だった。
- ラジオ番組『ヤングタウン土曜日』で共演していた笑福亭鶴瓶に「勝負せえ」と言われ「歩合制」にしたが、した途端、鶴瓶が冷たくなった。
- アマチュアから松竹に入ったとき、「じゃんけんぽん（解散）」の舞台を観て、「テレビに出ていなくても、こんな面白い人たちがいるんだ」と衝撃を受けた。
- 松竹芸能時代、後輩だった森脇健児は「いまだに、ピッチ兄やん（りき）と会話すると緊張する」という。
- 1990年代、森脇健児のおっかけをするファンの女性2人に「土石流」「どてちん」と命名したのも彼である。
- 汗かきなので、地方で漫才すると「一生懸命やっていただきまして」と喜ばれるという。
- 代表作である「北酒場」の歌ネタは、島根県の営業で30分の舞台を埋めるために、楽屋で遊んでいたやりとりを無理矢理ネタにして披露した苦肉の策から産まれたネタだった。
- 水玉の服を着た人を見ると、なぜか竹井輝彦を思い出すという。竹井が漫才師「ビッグブラザーズ」として、活動していたときに、客席に水玉の服を着ている女性を見つけては「キミは日本で2番目に水玉が似合う。1位はカルピスの瓶」というネタが好きだったからである。
- 私生活では「バツイチ」であり、石川遼似の息子と娘は成人している。
- 晩酌は週に1、2回。理由は家で飲むと面倒くさいから。
- 雑穀米を食べてから血圧が下がった。
- 相方がどこに住んでいるか知らない。一度、相方の家のトイレでトイレットペーパーを三角に折って帰り、相方に激怒されたことがある。
- キャンディーズのランちゃん（伊藤蘭）のファンで、未だにブロマイドを持っている。
- 松竹芸能のタレント、本輝咲は、若井りきの楽屋噺を聞いて「こういう人たちがいる世界に入ったのか」と落ち込んだ。

若井ゆうき（本名：伊藤史剛、1960年10月22日 - ）
- ツッコミ担当。
- 頭が薄い方。
- 大阪府大阪市出身。
- バツイチである。
- ヘビースモーカーだったが、2012年より禁煙している。
- 旧芸名は「キャッチ」。
- 森脇健児曰く「普段は、本当に何言うてるかわからん人」「いつでも、どこでも、誰とでもの人」。
- テレビ番組の台本を見せて歩く癖がある。その台本は大抵『生活笑百科』の台本である。
- 師匠にあたる「若井ぼん・はやと」のはやとの教えを守り、楽屋に女性芸人を見つけると、必ず尻を触る。
- 相方・りきが聞いた話によると、大阪・ミナミにある某有名チキン屋の裏で「したことがある」らしい。
- 2人目の妻は、通称「ロン毛の寅さん」。妻を師匠・若井はやとの妻に見せたとき、「また、そんなんと！」と驚いたという。
- 2人目の妻に「松竹から今の事務所に移籍していいことあった？」と聞かれた時に「おまえに逢えたことや」と答え、それを聞いていた宮崎げんきは、飲んでいる酒を吹いた。
- 「俺は松竹の秘密ヘイキだ！」が口癖。人の秘密を平気で言うかららしい。
- 松竹芸能のタレント、こしきさやかは、街で「キャッチお兄さん（ゆうき）がいる」と思い、ホームレスに挨拶したことがある。
- 自ら面白い話を披露するワケでもなく、風貌以上の特徴は無いに等しい。

## 経歴
1980年9月、大阪府立勝山高等学校の同級生同士で「ザ・バッテリー」を結成。
アマチュアとして活動していた頃には、西川きよし・横山やすしが司会の『やすきよの腕だめし運だめし』に出演し、ハワイ旅行を獲得。同じくアマチュアで活動していたタージンと一緒にワイキキビーチを満喫した。
フジテレビのお昼の帯番組『笑ってる場合ですよ!』の「お笑い君こそスターだ!」で5日勝ち抜いたり、日本テレビの『お笑いスター誕生!!』に出演し、銀賞受賞など、数多くの戦績を残して松竹芸能の所属タレントとなる。
『お笑いスター誕生!!』時代は「東のとんねるず、西のバッテリー」と言われた。
角座で初舞台を踏む。80年代当時、松竹芸能の若手漫才師で、フラワーショウ、ちゃっきり娘、宮川左近ショーら大師匠が出番を連ねる中での「角座デビュー」は破格の待遇だった。逆に通天閣にあった新花月に出ることは「芸が汚れる」とされており、ザ・バッテリーは「出ない」と決めていたが、女性漫才師「ピンナップ（ぞう＆りす）」が新花月でデビューする際、松竹芸能から「お前らも出とけ」と言われ、結局「新花月」に立つことになった。
80年代前半当時の松竹芸能の精鋭、ザ・バッテリー、あたるたまる、中田八作・草井毛平、スクランブルらで「浜田工務店」というユニットを結成し、数回のライブを行う。ネーミングの「浜田」は当時、松竹芸能にいた社員の名前から取っている。また、ザ・バッテリー、翔と遊、千田光子（元・キャラメルランド、後の「村野ひかり」）、東秀典・佑典らで「日替わり定食」というユニットを結成し活動するも、短期間で解体。
ザ・バッテリー時代の挨拶は「ピッチ君です」「キャッチ君です」「合わせて、ザ・バッテリー！」
1984年2月、デビュー3年目にはNHK大阪放送局主催の「第14回NHK上方漫才コンテスト」で優秀賞を受賞（その年の最優秀賞はトミーズ、同じ優秀賞にはダウンタウン）し、テレビ・ラジオなどで活躍していた。
1989年、松竹芸能に所属していたが、ケーエープロダクションに所属を移籍する。
1995年、若井はやとの門下になり、コンビ名を「ザ・バッテリー」から「若井りき・ゆうき」に改名。実際、「若井はんじ・けんじを継がせようか」という話もあったが、頓挫し、現在の名前になった。
芸名も「ピッチ」は「若井りき」に「キャッチ」は「若井ゆうき」に改名する。若井はやとが当時、テレビでオンエアされていたトイレの芳香剤「消臭力」のコマーシャルに、長州力と勇利アルバチャコフが出演しているのを観て、「「りき・ゆうり」の響きがいい」と、どうしても弟子に付けたかった名前であり、「力と勇気」を掛けた2人への期待の表れであった。

## 出演

### ラジオ
現在
- 若井りき・ゆうき ベタでゴメンね（ラジオ大阪）

過去
- MBSヤングタウン 土曜日（1984年10月 - 1985年3月、MBSラジオ）‐ ザ・バッテリー時代
- 上方演芸会（NHKラジオ第1放送）

### テレビ
過去
- 笑ってる場合ですよ!（1981年、フジテレビ）‐ ザ・バッテリー時代
- お笑いスター誕生!!（1982年3月13日 - 1986年5月10日、日本テレビ）‐ ザ・バッテリー時代
- 第14回NHK上方漫才コンテスト（1984年3月、NHK総合/関西ローカル）‐ ザ・バッテリー時代
- サスペンスゲーム わくわくサンド（1986年、読売テレビ/関西ローカル）
- バラエティー生活笑百科（NHK総合）
- 痛快!エブリデイ（関西テレビ）
- お笑いネットワーク（読売テレビ）
- ABCホリデーワイド（ABCテレビ）
- 上方演芸ホール（NHK総合）
- 上岡龍太郎がズバリ!（TBSテレビ）

### CM
- 相互商会（1982年/関西ローカル）‐ ザ・バッテリー時代

### イベント
- 2003年
  - 6月『海原さおり・しおり一座旗揚げ公演 人情喜劇「愛縁・奇縁・くされ縁」』（ワッハホール）
- 2005年
  - 1月『結成25周年記念 まんざい道中よせ物語～りきまず25年!しゃべる気ゆうき～』（ワッハホール）
- 2007年 - 2009年
  - 8月『今日はこれぐらいにしといたろ!1～3』（TORII HALL）
- 2009年
  - 12月『今日はこれぐらいにしといたろ!番外編』（TORII HALL）
- 2010年
  - 3月『芸能生活30周年記念特別公演』

## 受賞歴
- 1981年 フジテレビ 笑ってる場合ですよ! お笑い君こそスターだ! グランドチャンピオン
- 1982年 日本テレビ お笑いスター誕生!! 銅賞
- 1983年 日本テレビ お笑いスター誕生!! 銀賞
- 1984年 第14回NHK上方漫才コンテスト 優秀賞